# March for Life (Washington, D.C.)

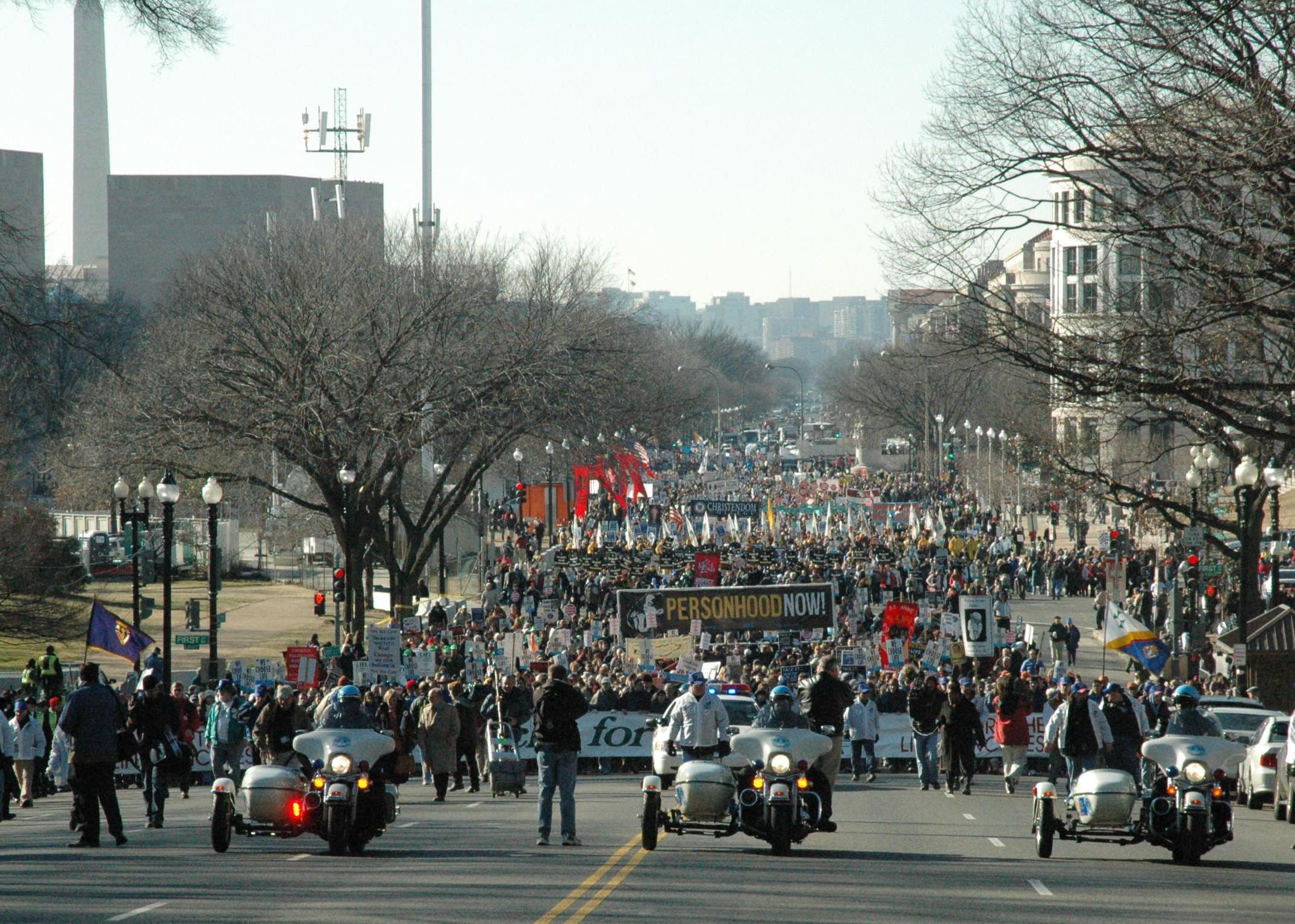
Beginn des March for Life 2009

Der March for Life („Marsch für das Leben“) ist eine seit 1974 jährlich stattfindende Demonstration der Lebensrechtsbewegung in Washington, D.C. Anlass ist der Jahrestag der Entscheidung des Obersten Gerichtshofes der Vereinigten Staaten im Fall Roe v. Wade vom 22. Januar 1973, die in den Vereinigten Staaten zur Legalisierung von Abtreibungen führte. Ziel des Marsches ist es, diese Grundsatzentscheidung außer Kraft zu setzen. Veranstalter ist der March for Life Education and Defense Fund.
Die Teilnehmerzahl lag seit 2003 üblicherweise bei 250.000, in den Jahren 2011 und 2012 waren es nach Schätzungen rund 400.000 Teilnehmer, 2013 rund 650.000 Teilnehmer.
Nach Angaben der Washington Post ist es die weltweit größte Veranstaltung gegen Abtreibungen.

## Geschichte
Der erste March of Life wurde von der Lebensschutz-Aktivistin Nellie Gray am 22. Januar 1974 an der Westseite des Kapitols initiiert, genau ein Jahr nach dem Gerichtsurteil im Fall Row v. Wade. Nach Schätzungen nahmen rund 20.000 Teilnehmer teil.
Bis zu ihrem Tod 2012 war Gray hauptsächlich für die Organisation des Marsches verantwortlich.

“This is the land of the free, the place to come for advancement […] How is it that a country built on this would kill babies?
I don’t understand slavery. I don’t understand the Holocaust. I don’t understand abortion.”

„Dies ist das Land der Freien, der Ort, an dem man Aufstieg finden kann. […] Wie kommt es, dass ein darauf aufgebautes Land Babys töten will?
Ich verstehe Sklaverei nicht. Ich verstehe den Holocaust nicht. Ich verstehe Abtreibung nicht.“

Die Nominierung von Samuel Alito als Bundesrichter am Obersten Gerichtshof sorgte während des 33. Marsches 2006 für positive Stimmung und weckte die Erwartung, er könne „die Zustimmung des Senates gewinnen und sich einer Mehrheit für die Aufhebung von Roe v. Wade anschließen“.
Zum Zeitpunkt des 35. Marsches 2008 wurde eine Studie des Guttmacher Institute veröffentlicht, nach der die Zahl der Abtreibungen in den Vereinigten Staaten 2005 auf 1,2 Mio. gesunken war, den geringsten Wert seit 1976. Auch wenn das als Erfolg gelten kann, betonten Teilnehmer, dass der Rückgang noch nicht stark genug sei und ein Ende des Marsches erst dann eintreten könne, wenn Abtreibungen gesetzlich verboten sind.

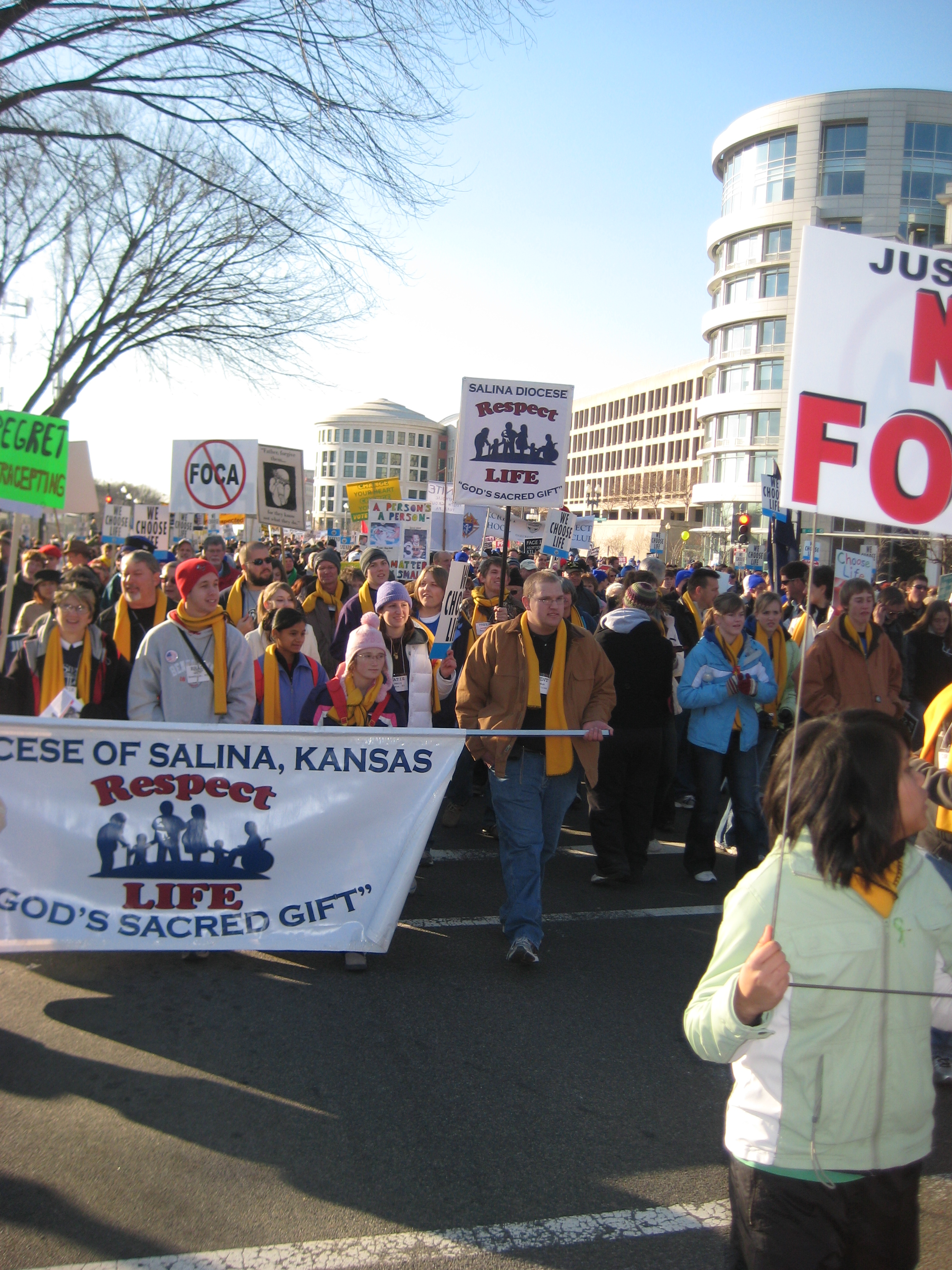
Plakate gegen den Freedom of Choice Act (2009)

Während des March for Life 2009 war das Hauptthema die drohende Verabschiedung des Freedom of Choice Act durch den 111. Kongress der Vereinigten Staaten. Der Gesetzesentwurf würde durch die Feststellung eines Grundrechts auf Abtreibung und die Aufhebung vieler für Abtreibungen geltender Einschränkungen wie der Benachrichtigung der Eltern bei Minderjährigen und des Partial-Birth Abortion Ban Act die Rechtsprechung von Roe v. Wade gesetzlich verankern.
Der 38. Marsch wurde vom üblichen 22. Januar auf den 24. Januar 2011 verlegt, weil der Kongress der Vereinigten Staaten am Wochenende keine Sitzungen hat. Der 40. Marsch wurde wegen der Inauguration Barack Obamas auf den 25. Januar 2013 verschoben.

## Ablauf

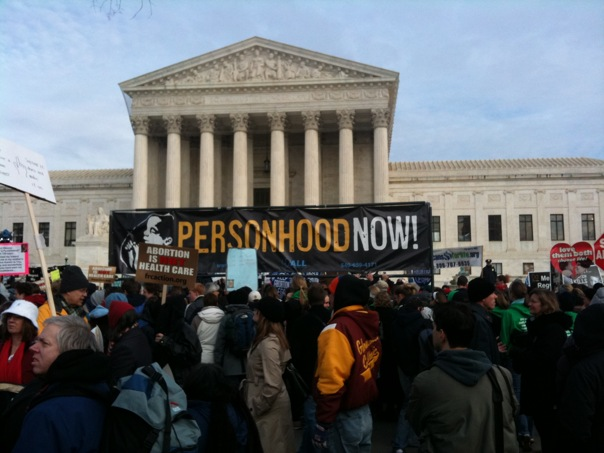
Demonstranten vor dem Obersten Gerichtshof (2010)

Die Veranstaltung beginnt gegen Mittag und besteht üblicherweise aus einer Kundgebung auf der National Mall in der Nähe der Fourth Street, einem Zug durch die Constitution Avenue und First Street und endet mit einer weiteren Kundgebung an den Treppen vor dem Obersten Gerichtshof.
Viele Teilnehmer setzen sich an diesem Tag bei ihren Kongressabgeordneten für das Anliegen des Lebensschutzes ein und senden ihnen Rosen.

## Teilnehmer

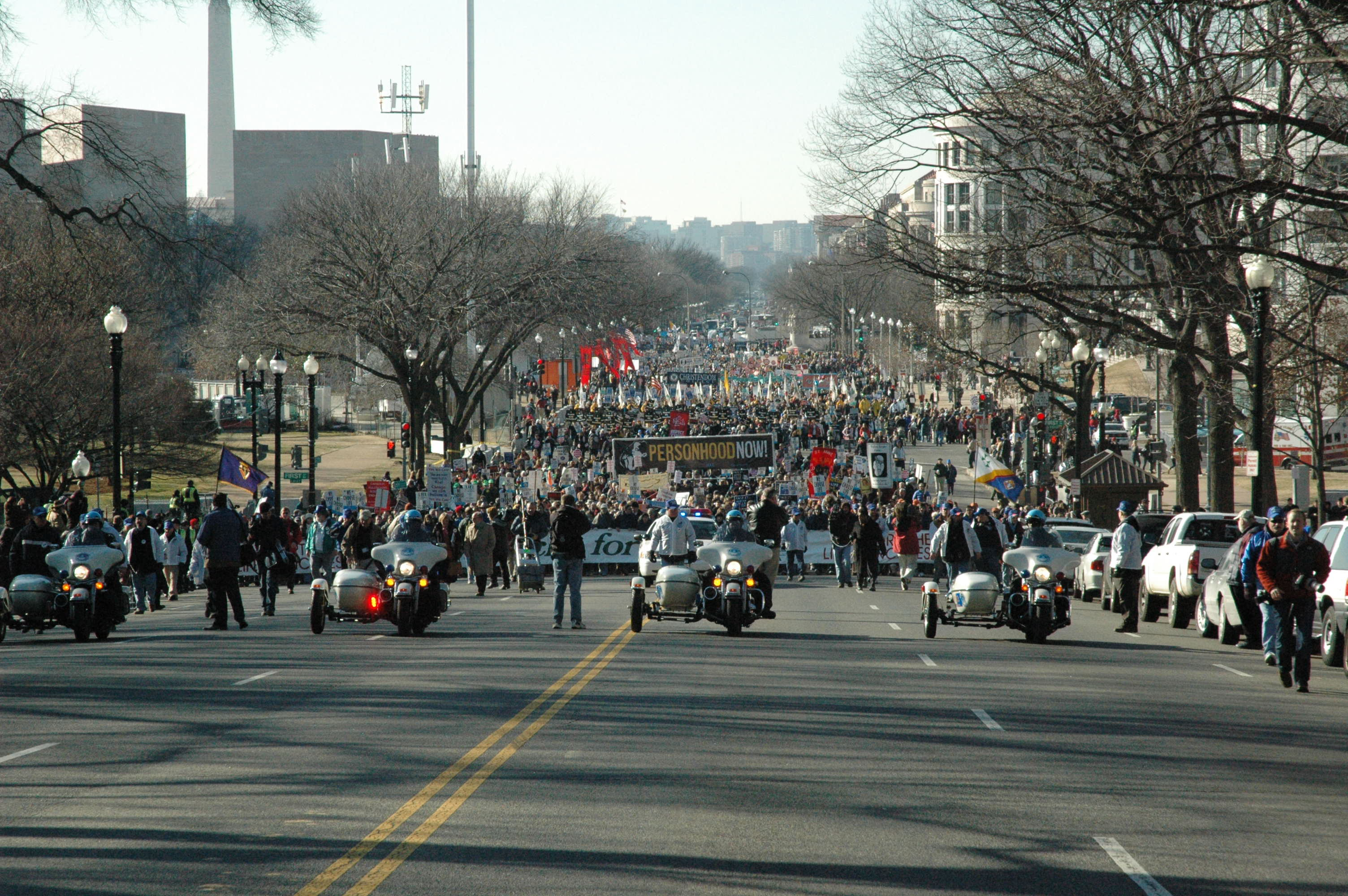
Teilnehmer am March for Life 2009

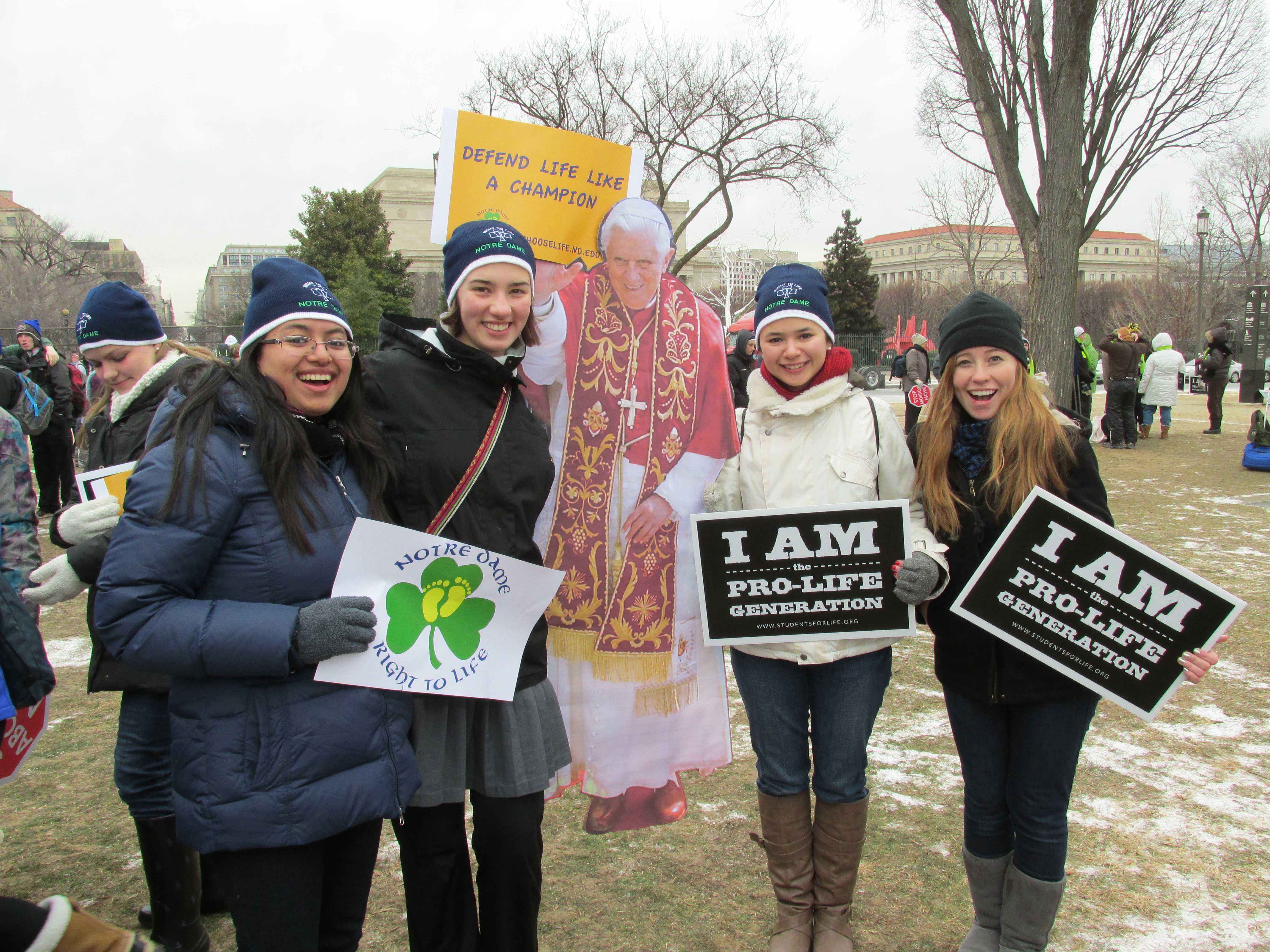
Studenten nehmen am March for Life 2013 teil

Zum ersten Marsch am 23. Januar 1974 kamen rund 20.000 Teilnehmer. Am 14. Marsch nahmen 1987 trotz eines Schneesturms rund 5000 Personen teil. Zwischen 2003 und 2009 nahmen jährlich etwa 250.000 Teilnehmer am March for Life teil. In den darauffolgenden Jahren ist die Zahl angestiegen: 2011 waren es bis zu 400.000, 2013 nach Schätzungen rund 650.000 Teilnehmer.
Viele Teilnehmer sind Jugendliche und Studenten, die oft mit ganzen Jugendgruppen zum March for Life kommen. Nach Schätzung von Robert McCartney, Kolumnist der Washington Post, war die Hälfte der Teilnehmer am March for Life 2010 unter 30 Jahre alt. Nach Angaben der Washington Post gehören die meisten Teilnehmer der römisch-katholischen Kirche an, und viele sind Mitglieder von Jugendgruppen katholischer Schulen und Universitäten.
Die Teilnehmer nutzten verschiedene Slogans, so unter anderem: We Choose Life („Wir wählen (das) Leben“), End Abortion Now („Beendet Abtreibung jetzt“), Your Mom Chose Life („Deine Mutter hat sich für das Leben entschieden“), Women Deserve Better Than Abortion („Frauen haben etwas besseres als Abtreibung verdient“), und Equal Rights for Unborn Women („Gleiche Rechte für ungeborene Frauen“). Ein Sprechgesang der Teilnehmer während des Marsches war bspw. Pro-choice, that’s a lie, babies never choose to die! („Für Entscheidung, das ist eine Lüge. Babys entscheiden sich niemals zu sterben!“).

### Bekannte Sprecher
Unter den Sprechern bei der Kundgebung vor dem Kapitol waren Persönlichkeiten wie Präsident George W. Bush, Alveda King (Nichte von Martin Luther King Jr.) und die Eltern von Terri Schiavo.
Während seiner Amtszeit als Präsident nahm George W. Bush von 2000 bis 2006 nicht persönlich an der Veranstaltung teil, sprach aber per Fernübertragung zu den Teilnehmern. 2004 dankte er den Teilnehmern von Roswell, New Mexico aus für ihre Hingabe für eine edle Sache („devotion to such a noble cause“). In seinen Ansprachen neigte er dazu, sich im Allgemeinen gegen Abtreibung einzusetzen, zeigte aber keine konkreten Bestrebungen für eine Aufhebung der Entscheidung Roe v. Wade.
Auch sein Vorgänger Ronald Reagan hat telefonische Ansprachen an die Teilnehmer gerichtet. Während des 14. Marsches 1987 gelobte er dabei zu helfen, diese nationale Tragödie zu beenden („end this national tragedy“). Während derselben Veranstaltung sprach auch Jesse Helms, damals Senator für North Carolina, und bezeichnete Abtreibung als amerikanischen Holocaust („American holocaust“).
Im Jahr 2020 wurde Donald Trump der erste Präsident, der während seiner Amtszeit an der Demonstration teilnahm. Auch sein Vizepräsident Mike Pence hatte bereits 2017 teilgenommen.
Im Laufe der Jahre nahmen verschiedene, insbesondere republikanische, Abgeordnete als Sprecher an den Demonstrationen teil. Am 30. Marsch 2003 gehörten dazu Chris Smith aus New Jersey, beim Marsch 2004 bspw. der Kongressabgeordnete Todd Tiahrt aus Kansas, der die Teilnehmer aufforderte „help pro-lifers in your state“ („helft den Lebensschützern in eurem Bundesstaat“) und Pat Toomey aus Pennsylvania, die zu den Wahlen in den Vereinigten Staaten 2004 die Wahl von Pro-Life-Kandidaten empfahl, um den Senat und dann auch die Gerichte zu gewinnen. Beim 33. Marsch 2005 sprach der Abgeordnete Steve Chabot aus Ohio, ein prominenter Pro-Life-Vertreter im Repräsentantenhaus der Vereinigten Staaten, mit Bezug zum Urteil Roe v. Wade, dass die Tötung von „46 Millionen Babys“ sei für ihn eine „hinreichende Rechtfertigung für eine Überstimmung dieses schrecklichen Falles“ („sufficient justification for overruling that awful case“). Beim Marsch im Jahr 2009, dem 36. Marsch sprachen etwa 20 Abgeordnete, darunter Jim Sensenbrenner aus Wisconsin, ehemaliger Vorsitzender des United States House Committee on the Judiciary, über die „Herausforderungen, denen Lebensschützer unter der Regierung Obama begegnen“ („challenges pro-life advocates face under the Obama administration“). In späteren Jahren waren unter anderem Sprecher der House Majority Leader Eric Cantor, House Majority Whip Kevin McCarthy (beide 2011), der Sprecher des Repräsentantenhauses der Vereinigten Staaten John Boehner per Video-Botschaft und der ehemalige Senator Rick Santorum (beide 2013). Auch spätere prominente Republikaner, wie der House Majority Leader Steve Scalise, der 2023 teilnahm, oder der Sprecher des Repräsentantenhauses Mike Johnson, der 2024 teilnahm, waren Sprecher auf dem Event. Zu den wenigen demokratischen Sprechern gehört der ehemalige Abgeordnete Dan Lipinski.
Eine andere Gruppe von Sprechern sind bekannte Pro-Life-Aktivisten und Vertreter von Kirchen und Religionsgemeinschaften. Zu dieser Gruppe gehörte unter anderem Randall Terry, der Gründer der Operation Rescue. In seiner Rede 2003 forderte Terry die Jugendlichen Teilnehmer auf: „fight for all you're worth“ (Kämpft für alles, was ihr wert seid). Andere Teilnehmer waren unter anderem Abby Johnson, der konservative Sprecher Ben Shapiro, oder der Erzbischof von New York Timothy Kardinal Dolan. Beim 41. Marsch 2014 sprach der Evangelikale James Dobson mit seinem Adoptivsohn über das Thema Adoption.
Papst Franziskus sandte per Twitter einen Gruß an die Demonstranten: „Ich schließe mich dem March for Life in Washington mit meinen Gebeten an. Möge Gott uns helfen, jedes Leben zu respektieren, insbesondere das verletzlichste.“

## Medienresonanz
Nach der Initiatorin Gray bestehe die Resonanz aus einem „Artikel mit einem winzig kleinen Kommentar eines einzelnen Marsch-Teilnehmers“. Der konservative Fox News Channel beklagte 2013 die negativ konnotierten Bezeichnungen von Lebensschützern als „Abtreibungsgegner“ oder „Anti-Abtreibungs-Aktivisten“ in den Medien sowie eine fehlende Berichterstattung in der Druckausgabe der New York Times.
Um der ihrer Ansicht nach geringen Berichterstattung zu begegnen, veranstaltete der Family Research Council, einer der Unterstützer des Marsches, die Konferenz Blogs for Life, auf der über Strategien, wie eine höhere Aufmerksamkeit der Medien erreicht werden könne, gesprochen wurde. Eine ausführliche Berichterstattung über den March of Life findet in der Sendung EWTN Pro-Life Weekly des römisch-katholisch orientierten Senders EWTN statt.

## Veranstaltungen im Umfeld des Marsches
Verschiedene Lebensrechtsorganisationen haben vor und nach dem Marsch eigene Veranstaltungen. Dazu gehören ein Luau for Life an der Georgetown University oder eine Mahnwache vor dem Obersten Gerichtshof oder eine vom March for Life Education and Defense Fund organisierte Abendgesellschaft.

### Orthodoxe Kirchen

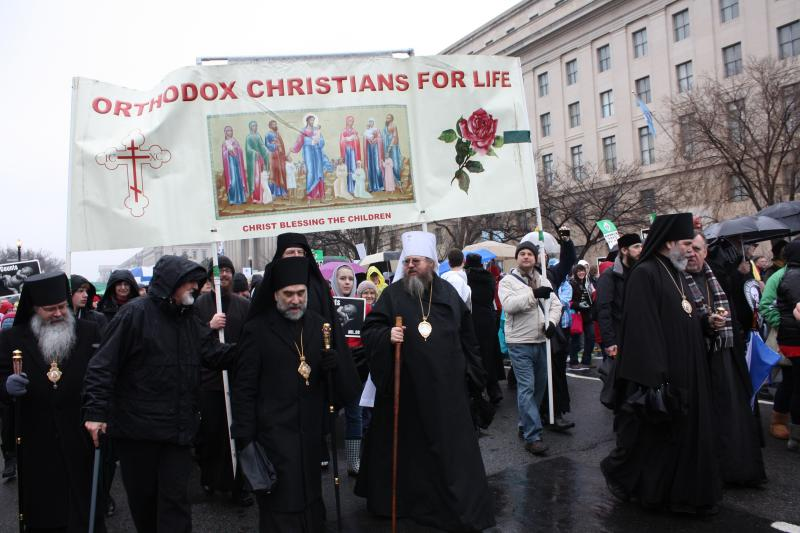
Orthodoxe Geistliche und Laien beim March for Life 2012.

Viele Repräsentanten der Orthodoxen Kirchen nehmen am Marsch teil, daneben Geistliche, Seminaristen und Familien aus dem ganzen Land. Am Abend davor wird oft in einer Kirche ein Vespergottesdienst angeboten. Während des Marsches wird ein Panakhida für die ungeborenen Kinder gefeiert.
In den letzten Jahren hat Jonah Paffhausen, Metropolit von Washington der Orthodoxen Kirche in Amerika, bei Aufrufen vor dem Marsch gesprochen. Die Karpatho-Russische Kirche in Amerika und die Griechisch-orthodoxe Erzdiözese von Amerika sind auch eng mit dem Marsch und der Lebensschutzbewegung verbunden. Nicholas Smisko war während seiner Amtszeit als Metropolit der Karpatho-Russischen Kirche seit 1987 stets präsent.

### Römisch-katholische Kirche

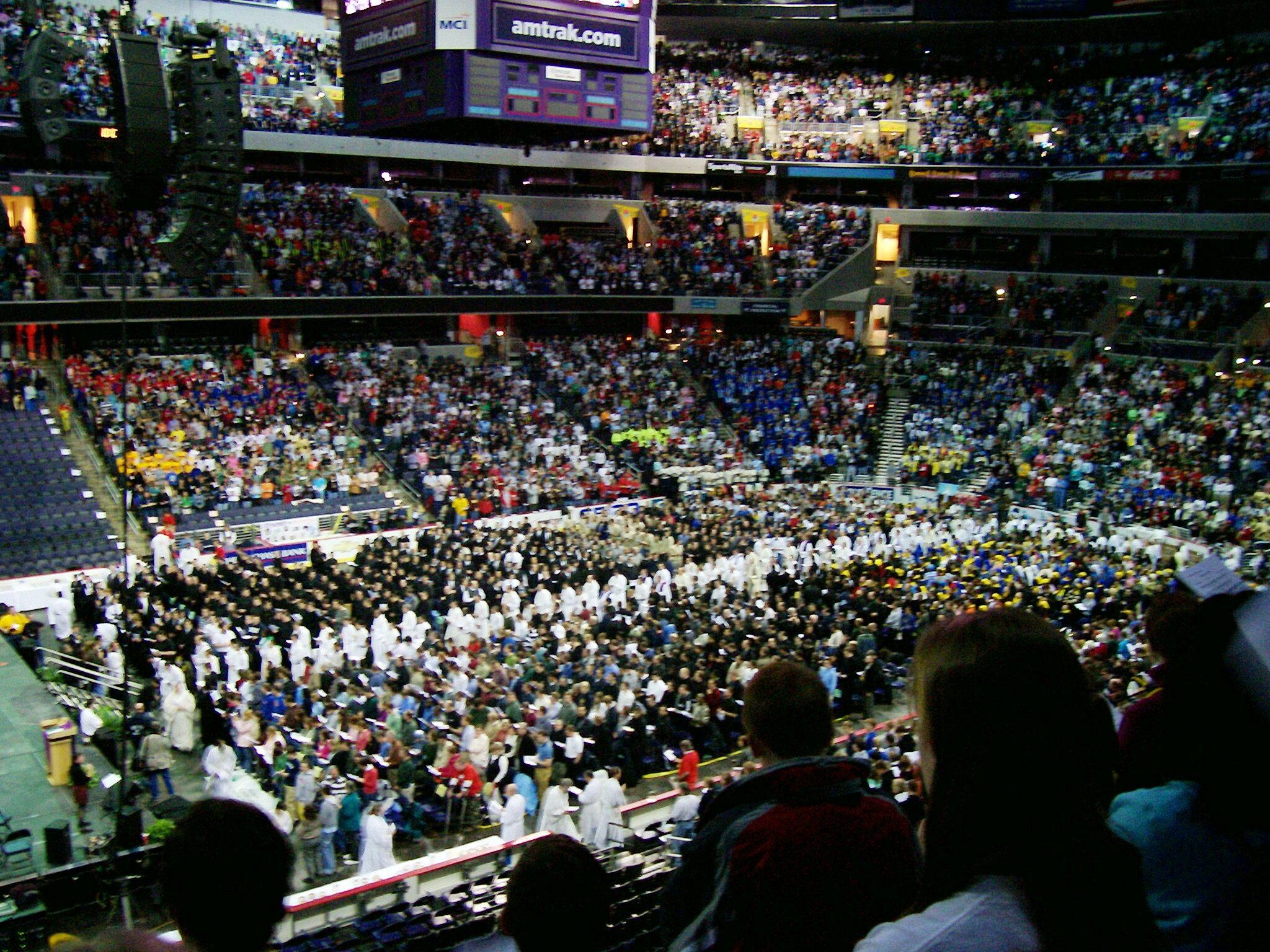
Jugendveranstaltung im Verizon Center (2006)

Vor dem Marsch werden verschiedene Heilige Messen gefeiert, unter anderem im Nationalheiligtum Basilika der Unbefleckten Empfängnis. Im Verizon Center veranstaltet die Erzdiözese Washington ein Treffen mit einer heiligen Messe, an dem rund 20.000 Jugendliche teilnehmen und eine Ansprache des Papstes wiedergegeben wird.
Der Apostolische Nuntius Erzbischof Pietro Sambri hat 2009 eine Mitteilung von Papst Benedikt XVI. vorgetragen, in welcher er sich von tiefem Herzen dankbar zeigte für das „außerordentliche jährliche Zeugnis für das Evangelium des Lebens“. 2008 dankte der Papst in seiner Nachricht den Teilnehmern, dass sie für die „Achtung der Würde und der unveräußerlichen Rechte jedes Menschen eintreten“. 2011 fand neben dem Verizon Center eine weitere Jugendveranstaltung im D.C. Armory statt; an beiden Veranstaltungen nahmen über 27.000 Jugendliche teil.
Aufgrund der steigenden Anzahl auswärtiger Pilger, die zum March for Life anreisen, bietet die Diözese Arlington seit 2009 in der vorherigen Nacht einen Gebetsabend unter dem Motto Life is VERY Good an. 2013 gab es vor dem Marsch zusätzlich eine Frühmesse und ein Treffen im Patriot Center auf dem Campus der George Mason University, an dem der Bischof von Arlington Paul Loverde und 100 weitere Bischöfe und Priester aus dem ganzen Land teilnahmen.
An den Veranstaltungen vor und nach dem Marsch nahmen 2013 über 12.000 Personen teil.

### Students for Life
Students for Life of America, der größte Verband von Lebensschutzgruppen an Hochschulen, veranstaltet jedes Jahr in der Woche des March for Life eine Konferenz, meist am Samstag nach dem 22. Januar. Nach eigenen Angaben ist die Teilnehmerzahl von 400 im Jahr 2007 bis 2011 auf 1800 angestiegen.

### Virtual March for Life
Seit 2010 bietet Americans United for Life für Unterstützer, die nicht am March for Life teilnehmen können, eine virtuelle Kundgebung an, bei der Avatare per Google Maps an einer virtuellen Demonstration auf der Washington Mall teilnehmen können. Dieses Angebot nahmen rund 75.000 Teilnehmer wahr.